# Teya & Salena
Teya & Salena és un duet musical austríac format per Teodora Špirić i Selina-Maria Edbauer.

## Biografia
Špirić i Edbauer es van conèixer el 2021 durant la seva participació separada en el programa de talents austríac Starmania. Edbauer va ser eliminat a les semifinals, Špiric va arribar al segon espectacle final. Edbauer també va participar en la setena temporada de The Voice of Germany el 2017, on va arribar a la tercera ronda com a membre de l'equip de Samu Haber.
El 31 de gener de 2023, es va anunciar que el duet representarà Àustria en el Festival de la Cançó d'Eurovisió 2023, que se celebrarà en la ciutat britànica de Liverpool. El 8 de març, el Dia Internacional de les Dones, van publicar la seva cançó «Who the Hell is Edgar?».
En el passat, les dues dones ja s'havien inscrit per participar en el Festival de la Cançó d'Eurovisió: Špirić el 2020 (com a Thea Devy) amb «Judgment Day» i Edbauer el 2019 amb «Behind the Waterfall». A més, Špirić va participar en la preselecció sèrbia Beovizija amb la seva aportació després de no ser seleccionada a Àustria. Va aconseguir el desè lloc en la final.